# Яньес, Даниэль
Даниэль Яньес Барла (исп. Daniel Yáñez Barla; родился 28 марта 2007, Кадис, Испания) — испанский футболист, вингер клуба «Реал Мадрид».

## Клубная карьера
Воспитанник команд «Спортинг Плая», «Кадис» и «Доминго Савио», в 2019 году Яньес присоединился к академии клуба «Реал Мадрид». 20 октября 2024 года дебютировал за фарм-клуб «Реал Мадрид Кастилья», выйдя на замену в матче Примеры Федерасьон против «Алькоркона». 7 декабря 2024 года вышел на замену в матче Ла Лиги против «Жироны», дебютировав за основную команду мадридского «Реала».

## Карьера в сборной
Выступал за сборные Испании до 15, до 16, до 17 и до 18 лет.